# Ove Aunli
Ove Aunli, född 12 mars 1956 i Hemne, är en norsk tidigare längdåkare.
Aunli var aktiv under slutet av 1970-talet till mitten av 1980-talet. Aunli deltog i OS 1980 i Lake Placid där han dels var med i det norska lag som blev silvermedaljörer och dels slutade han trea på 15 km. 
Aunli har även sex mästerskapsmedaljer med två VM-guld i stafett på meritlistan. Ett av dem tog han vid hemma-VM i Oslo 1982, där hans fru, Berit Aunli, tog tre guld och ett silver.